# Pier Carpi
Pier Carpi all'anagrafe Arnaldo Piero Carpi (Arceto di Scandiano, 16 gennaio 1940 – Viadana, 26 giugno 2000) è stato un fumettista, scrittore e regista italiano.

## Biografia
Dopo aver concluso il liceo artistico iniziò a collaborare al quotidiano Gazzetta di Parma e fondò un'associazione giovanile, la CNIG (Centro Nazionale Iniziative Giovanili), e negli anni sessanta collaborò alla rivista satirica Bertoldo, edita da Gino Sansoni.
Si dedicò poi ai fumetti scrivendo sceneggiature per Topolino (dal 1963), Superman, Batman, I Naufraghi, Lancillotto, Bob Lance, Zakimort, Teddy Bob, Boy, Brancaleone, l'Agente senza Nome, Kolosso, I Serpenti, Uranella, Jessica e molti altri personaggi tra cui Diabolik, edito dalla Astorina, per la quale scrisse i romanzi della collana dedicata a Diabolik, Il romanzo di Diabolik, della quale fu anche direttore.
Scrisse alcune di queste serie, come ad esempio Zakimort della Sansoni, in collaborazione con lo sceneggiatore Michele Gazzarri.
Curò poi rubriche e disegnò vignette umoristiche per le collane Giallo Mondadori e Segretissimo e la rivista Settimana Radio TV.
Sempre per la Sansoni, nel 1970 fondò e diresse, con Alfredo Castelli, la rivista Horror per la quale scrisse anche storie a fumetti, in gran parte disegnate da Sergio Zaniboni e Marco Rostagno, ideo la serie a strisce Beatrice e la serie di vignette Alice.
Adattò una versione a fumetti di Pinocchio illustrata da Giovanni Manca. Per la Sugar ideò la collana L'Olimpo dei Fumetti.
Nel 1990 tornò al fumetto scrivendo qualche sceneggiatura di Martin Mystère e Zona X.
Per le Éditions Lug di Lione, casa editrice di Marcel Navarro, produsse sceneggiature di Bob Lance, Dick Demon, Morgane, Sibilla.
Tra i disegnatori che hanno illustrato suoi testi figurano: Giorgio Montorio, Carlo Peroni, Antonio Toldo, Giancarlo Alessandrini, Luciano Bernasconi, Pini Segna, Flavio Bozzoli, Pietro Gamba, Emilio Uberti, Annibale Casabianca, Sergio Tuis e vari artisti della Disney Italia. 
Come scrittore debuttò con La morte facile (1964); seguirono moltissimi libri tra cui Storia della magia, Il mistero di Sherlock Holmes e Le società segrete (1968), Cagliostro il taumaturgo (1972), I mercanti dell'occulto (1973), Un'Ombra nell'Ombra, Rasputin (1975), Le profezie di Papa Giovanni XXIII (1976) di attribuzione affatto apocrifa, Palazzo d´Estate (1978), La Banda Kennedy (1980; nuova edizione nel 1990), Il caso Gelli (1982), Il diavolo (1988), Il venerabile (1993), Gesù contro Cristo (1997). Diresse due film tratti dai suoi romanzi, Povero Cristo e Un'ombra nell'ombra. Scrisse la sceneggiatura del film su Cagliostro (1975) per la regia di Daniele Pettinari, opera presentata al Festival Cinematografico di Saint Vincent la quale venne, peraltro, dal punto di vista propriamente cinematografico, apertamente sconfessata, da parte di Pier Carpi, deluso dalle scelte del regista e da eventuale scarsa professionalità degli attori.
Per il teatro realizzò il dramma religioso L'abbraccio (premio Festival dei Due Mondi di Spoleto), seguito da Il Papa in vacanza e Mandrake a Dallas.
Nella sua carriera ha vinto vari premi come quello internazionale di giornalismo, l'Hans Cristian Andersen per la fiaba, il premio Carlomagno di Aquisgrana, il Bancarella e il Bancarellino, il premio Carlo Alberto Dalla Chiesa e il premio J. L. Borges.
Per il cinema è stato selezionato alla Biennale di Venezia e al Festival di Cannes. Nel 2003 Editoriale Mercury ripubblicò Zakimort in volume cartonato.
La moglie è la scrittrice Franca Bigliardi, premio L'Espresso 1987 con il racconto Il ventre di Maria da cui fu tratto l'omonimo film con la regia di Memè Perlini uscito nel 1993.
È determinante la sua collaborazione con le sorelle Giussani per la creazione di Diabolik e per la scelta del personaggio (scrive alcune sceneggiature dei primi numeri) dato che tale scelta doveva cadere su due proposte, una delle quali era Diabolicus.
Suo sarà il Romanzo di Diabolik in edicola nel 1969 per i tipi di Sansoni e dirigerà la collana.
Dal suo libro Cagliostro il Taumaturgo fu tratto l'omonimo film con la sua sceneggiatura.
Appartenne alla Massoneria. Il suo nome è tra quelli della lista degli appartenenti alla loggia P2 (Reggio Emilia 14).
Nel 1983 rilasciò un'intervista al giornalista Enzo Biagi nella quale parlò del suo rapporto con il venerabile maestro della loggia Licio Gelli.
Aderente alla Società Teosofica, fu in buoni rapporti con Edoardo Bratina, segretario generale della Società Teosofica Italiana dal 1974 al 1995.
Carpi dette vita all'inizio degli anni novanta ad un Gruppo Teosofico, da lui presieduto, che aveva sede a Reggio Emilia.
Muore nel 2000 a Viadana ed è sepolto nel locale cimitero.

## Riconoscimenti
- Gran Guinigi come migliore autore (1969)

## Opere
Saggistica
- Storia della magia, Sansoni ca. 1968
- Il mistero di Sherlock Holmes, Sansoni ca. 1968
- Le società segrete, Radar 1968
- Cagliostro il taumaturgo, MEB 1972 (poi, per lo stesso editore, nuove edizioni nel 1975 e 1979)
- I mercanti dell'occulto, Armenia 1973
- Abracadabra, Campirone Editore 1974
- Rasputin, ultimo profeta, Campironi 1974
- Le profezie di papa Giovanni: la storia dell'umanità dal 1935 al 2033, Edizioni mediterranee, 1976.
- Identikiller, Città armoniosa 1978
- Testimoni del mistero : storie e dialoghi di magia interpretati da Agatha Christie, Giorgio Strehler, Irene Papas, Felix Jussupoff, Giuliana d'Olanda, Walt Disney, Rusconi 1979
- Il caso Gelli: la verità sulla loggia P2, parla Licio Gelli con documenti inediti, i.n.e.i. 1982
- Il diavolo: i riti, i sabba, gli esorcismi, tutti i segreti e i patti satanici, Editoriale Albero 1988
- I Maestri Segreti. MEB, 1989.
- Il venerabile, Gribaudo e Zarotti ca. 1993
- Gesù contro Cristo: tra magia e mistero, il romanzo che svela i segreti del Vangelo, Simonelli 1997

Romanzi
- Un'ombra nell'ombra, Nord ca. 1974
- Povero Cristo, Nord 1975
- Nel palazzo d'estate quella notte Adolf Hitler strangolò Jacqueline Kennedy, Corno 1978
- La banda Kennedy, Centroedizioni 1980 (poi nuova edizione, Gribaudo ca.1992)

Poesia
- Le poesie, Sansoni 1973

Fumetti
- Natale Nero, disegni di Marco Rostagno e Sergio Zaniboni (1969, Gino Sansoni Editori)
- Il Mago, disegni di Marco Rostagno e Sergio Zaniboni (1970, Gino Sansoni Editori)

## Filmografia e Bibliografia Cinematografica
P. Perona - Il Cagliostro a St. Vincent porta grane in anteprima ('La Stampa', 20 gennaio, 1975).
- Cagliostro (1975). Sceneggiatura: Pier Carpi. Regia: Daniele Pettinari.
- Povero Cristo, regia di Pier Carpi (1975) – anche soggetto e sceneggiatura
- Un'ombra nell'ombra, regia di Pier Carpi (1979) – anche soggetto e sceneggiatura
- Il ventre di Maria, regia di Memè Perlini (1992) – sceneggiatura